# Rob Waddell
Rob Waddell, Robert ("Rob") Norman Waddell, né le 7 janvier 1975 à Te Kuiti, est un rameur Néo-zélandais, pratiquant l'aviron et un skipper sur la coupe de l'America.

## Biographie
Malgré une fibrillation auriculaire diagnosquée en 1997, il pratique au haut niveau l'aviron, participant aux championnats du monde depuis l'année 1994. Il épouse en 1998 la rameuse Sonia Scown (en).
Il devient champion en 1998 puis de nouveau l'année suivante. Lors des Jeux olympiques de 2000 à Sydney, il devient champion olympique après une course où il lutte bord à bord avec le champion olympique d'Atlanta Xeno Müller.
Après ces jeux, il s'essaye à d'autres sports, dont le rugby avant de rejoindre le Team New Zealand lors de la tentative de défense de la Coupe de l'America en 2003 à Auckland. L'équipe néo-zélandaise perd le trophée au profit du défi suisse d'Alinghi.
En 2007, il fait de nouveau partie du défi néo-zélandais. Emirates Team New Zealand, en remportant la Coupe Louis Vuitton, obtient le droit de défier le tenant Alinghi, mais les Suisses, grâce à une victoire de cinq régates à deux, conservent la coupe.
Il retourne alors sur les bassins d'avirons et, à la fin de l'année 2007, il bat son compatriote et champion du monde en titre du skiff Mahe Drysdale. Une compétition commence entre les rameurs pour représenter les couleurs néo-zélandaises aux Jeux olympiques de Pékin. Cette compétition, qui enthousiasme toute la Nouvelle-Zélande, se termine par une nouvelle fibrillation auriculaire de Waddell. La place de rameur en skiff est attribuée à Drysdale, Waddell se voyant toutefois octroyer une place dans le deux de couple au côté de Nathan Cohen.
Il est nommé chef de mission du Comité olympique de Nouvelle-Zélande en décembre 2012. Il quittera ses fonctions après les Jeux olympiques d'été de 2020.

## Palmarès

### Jeux olympiques d'été
- Médaille d'or en skiff des Jeux olympiques de 2000 à Sydney,  Australie
- Médaille d'or en deux de couple des Jeux olympiques de 2012 à Londres,  Royaume-Uni

### Championnats du monde
- 5e du Championnat du monde 1994 en deux barré
- 13e du Championnat du monde 1994 en deux sans barreur
- 10e du Championnat du monde 1995 en quatre sans barreur
- 8e du Championnat du monde 1997 en skiff
- Médaille d'or en skiff des Championnats du monde 1998 à Cologne,  Allemagne
- Médaille d'or en skiff des Championnats du monde 1999 à Saint Catharines,  Canada

### Coupe de l'America
- Défaite lors de la Coupe de l'America 2003
- Vainqueur de la Coupe de Coupe Louis Vuitton 2007
- Défaite lors de la Coupe de l'America 2007